# Министерство экономики Польши
Министерство экономики Польши — орган исполнительной власти, созданный для решения вопросов, связанных с экономикой Республики Польша.
Создано в 1997 году путём реформ и слияний с другими министерствами, несколько раз меняло название, которое укорачивалось по мере упразднения некоторых портфелей министерства, разделения на Министерство труда и социальной политики и региональным вопросам и Министерство регионального развития. В 2007 году бюро туризма было переведено в Министерство спорта.